# Indoorcross
Indoorcross is een vorm van supercross met motorfietsen die wordt gereden in een sporthal.
Meestal wordt niet gereden op zand, maar op een kunstmatig parcours met hindernissen van hout. Ook trappen, tribunes en gangen worden gebruikt. Indoorcross werd in de jaren tachtig populair omdat het publiek in een hal vrijwel de hele wedstrijd kan zien. Een nadeel van indoorcross is dat de uitlaatgassen in een gesloten hal niet weg kunnen. 